# Athroolopha
Athroolopha là một chi bướm đêm thuộc họ Geometridae.

## Các loài
- Athroolopha chrysitaria (Geyer, 1831)
- Athroolopha pennigeraria (Hübner, 1813)